# North American B-45 Tornado
Pour les articles homonymes, voir B45.
Le North American B-45 Tornado est le premier bombardier à réaction mis en service dans l'armée de l'air américaine. C'est aussi le premier avion américain de ce type à avoir effectué un ravitaillement en vol, et à avoir largué une bombe atomique (lors d'un tir d'essai). Au début des années 1950, il constituait l'ossature de la dissuasion nucléaire américaine, mais il fut rapidement remplacé par le B-47 Stratojet de Boeing, plus performant. 142 exemplaires furent construits.

## Histoire

### Conception
Le développement du B-45 débuta en automne 1944, lorsque les Américains remarquèrent le développement des bombardiers à réaction allemands Arado Ar 234 et Junkers Ju 287 et réclamèrent aux différents constructeurs un avion de ce type. Quatre projets furent retenus et lancés en parallèle, dont le NA-130 de North American Aviation.
À la fin de la Seconde Guerre mondiale, beaucoup de programmes d'armement furent stoppés. Mais dès 1946 les tensions avec l'Union soviétique devinrent de plus en plus importantes et l'USAF décida d'accélérer le développement des bombardiers à réaction. À la mi-1946, les prototypes du XB-45 et du Convair XB-46 étaient presque terminés, alors que les projets Boeing XB-47 et Martin XB-48 nécessitaient encore deux années de développement supplémentaires. Au vu des caractéristiques des avions proposés, l'USAF décida alors d'annuler le projet du XB-46 et d'accélérer celui du XB-45 : le lancement de la production de ce dernier fut ordonné le 2 janvier 1947.
Le premier des trois prototypes du XB-45 fit son vol inaugural le 17 mars 1947. Un des avions s'écrasa peu après le début des vols d'essais, entraînant la mort de ses deux pilotes. Un deuxième fut endommagé lors d'un accident en juin 1949, et le dernier XB-45 restant fut remis en 1949 à la base aérienne de Wright-Patterson. Comme il était difficile à entretenir, il fut utilisé pour des entraînements au sol.

## Histoire opérationnelle

### Guerre de Corée
Rencontrant constamment des problèmes moteur et autres défauts mineurs, le B-45 a repris de l'importance lorsque les États-Unis sont entrés dans la guerre de Corée en 1950 et a montré sa valeur à la fois comme un bombardier et dans un rôle de reconnaissance. Le déploiement des forces US en Corée a révélé la vulnérabilité des forces de l'OTAN en Europe face à une attaque soviétique et c'est dans cette optique que la Force aérienne a pris une décision importante pour l'avenir du B-45. Le B-45, comme la plupart des bombardiers américains, pouvait transporter des bombes nucléaires ou conventionnelles. Les progrès de la technologie des armes ayant conduit à une forte réduction du poids et de la taille des bombes nucléaires, permettant ainsi de plus petits avions comme le B-45 de procéder à des frappes nucléaires, missions qui avait été initialement réservée à des bombardiers lourds. Soudain, la petite flotte de B-45 a pris une grande valeur dans la force de dissuasion nucléaire.
L’opération Fandango, aussi appelé opération Backbreaker, a entraîné des modifications à l'avion en vue de missions nucléaires. En outre, les 40 B-45 alloués au programme ont également été équipés d'un nouveau système défensif et réservoirs de carburant supplémentaires.
Malgré l'ampleur du projet de modification, plus les problèmes en cours avec les moteurs à réaction, les B-45 « atomiques » ont commencé à être livrés au Royaume-Uni en mai 1952 et le déploiement des 40 avions a été achevé à la mi-juin.
C'est à peu près à la même époque que les RB-45 du 323e escadron de reconnaissance stratégique sont arrivés au Japon pour renforcer le 91e Escadron de reconnaissance stratégique, complétant les RB-29 de la Seconde Guerre mondiale à moteur à explosion qui s'étaient révélés être des cibles faciles pour les MiG nord-coréens.
Les RB-45 fourniront des renseignements précieux pendant le reste de la guerre de Corée, malgré le nombre limité de cellules d'avion disponibles. Les RB-45C ont effectué de nombreuses missions de jour jusqu'au début de 1952, quand ils ont été convertis en opérations de nuit après qu'un RB-45 a été presque perdu face à un MiG-15.

### L'après-guerre

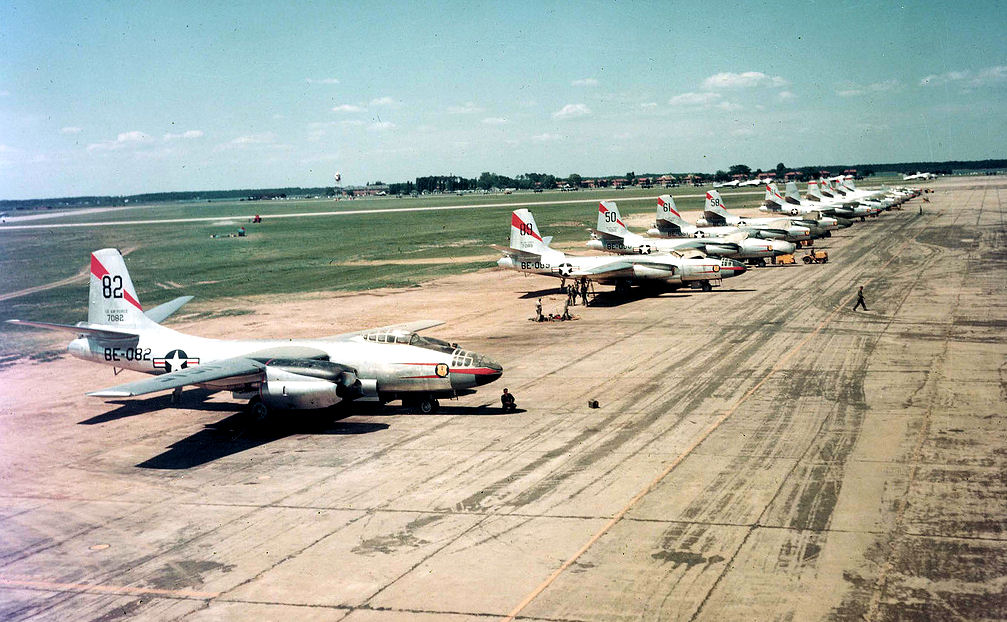
B-45A-5-NA Tornadoes du
Light Bomb Wing à Langley Air Force Base, Va., avant leur départ pour Sculthorpe, Angleterre, en juillet 1952

Les 33 RB-45C construits furent tous affecté aux 322nd, 323 rd et 324th Strategic Reconnaissance Squadrons du 91st Strategic Reconnaissance Wing.
Le RB-45C a aussi effectué plusieurs missions de reconnaissance longue distance au-dessus de l'URSS au milieu des années 1950.
Le 29 juillet 1952, un RB-45C a fait le premier vol non-stop Trans-Pacifique, après avoir été ravitaillé deux fois par des KB-29 au cours du trajet.
Le major Lou Carrington et son équipage du 91st Reconnaissance Wing ont volé de l'Alaska au Japon en 9 h 50 min remportant le trophée MacKay. Au 91e SRW, en 1954, le RB-45C a été remplacé par le RB-47E.
Les RB-45C ont été affectés au 19th Tactical Reconnaissance Squadron, où ils ont servi jusqu'à leur retrait du service opérationnel au printemps 1958.
À la fin des années 1950 tous les B-45 ont été retirés du service actif. Cependant, quelques-uns ont continué à servir comme avion d'essai au début des années 1970.

### Opération Ju-jitsu
Le seul autre pays à utiliser le RB-45C était la Grande-Bretagne, où ils étaient exploités par une unité ad hoc des équipages largement tirés des escadrons RAF no 35 et 115.
Alors que l'US Air Force avait l'interdiction du président des États-Unis de survol de l'Union soviétique, sauf en cas d'état de guerre, les alliés plus proches du théâtre européen le pouvaient.
Alors que les gouvernements travaillistes successifs avaient refusé, le retour de Winston Churchill à Downing Street avec un gouvernement conservateur a apporté un changement d'opinion.
En conséquence l'opération Ju-jitsu, en juillet 1951 quatre avions de la 91e escadre de reconnaissance stratégique furent alloués à la Grande-Bretagne pour former un service spécial de la Royal Air Force (RAF) commandé par le chef d'escadron John Crampton (en). Dépouillés de toutes les marques de l'US Air Force et ensuite aux couleurs de la RAF, les quatre avions ont été attachés à un escadron de l'USAF basé à Sculthorpe (en) (Norfolk) dans l'Est de l'Angleterre.
Les avions étaient chargés d'effectuer des missions de reconnaissance en profondeur sur l'Union soviétique pour recueillir des renseignements électroniques et photographiques. Ils ont effectué des missions au cours de la période 1952-1954.
Le 17 avril 1952, trois avions ont été chargés de se diriger vers Kiev depuis l'Allemagne et devaient revenir à Sculthorpe dix heures plus tard. Volant à 36 000 pieds (11 000 m), l'avion de Crampton a été repéré par les radars au sol et a essuyé des tirs anti-aériens.
À pleine puissance, il a immédiatement tourné et s'est dirigé vers l'Allemagne, trop vite pour les chasseurs de nuit soviétiques envoyés pour attaquer son avion.
Les vols ultérieurs sur l'Union soviétique ont été réalisés par des English Electric Canberra sous le nom de code opération Robin, évoluant à des altitudes plus élevées de l'ordre de 54 000 pieds (16 000 m). Ce n'est qu'en 1994 (dans le cadre de la « règle de cinquante ans (en) » du Public Records Act 1958 (en)) que l'existence de ces missions d'espionnage est devenue de notoriété publique.

## Variantes

### XB-45A
prototypes (3 exemplaires)

### B-45A
La première version de série fut le B-45A, qui se différenciait du XB-45 sur plusieurs points. Il avait des sièges éjectables améliorés, un meilleur équipement radio, un pilote automatique E-4, un radar de navigation et bombardement A-1, et un système de contrôle de tir. La première commande porta sur 96 appareils. 
Le premier avion de série fit son envol en février 1948 et fut livré à l'USAF le 22 avril 1948. Mais il avait alors des réacteurs J35 trop peu puissants et il fut jugé inapte au service. De ce fait, il ne fut utilisé qu'à des fins d'entraînement. Les appareils suivants furent dotés de réacteurs J47 plus puissants. En novembre 1948 les premiers B-45A furent mis en service au sein du 47th Bombardment Group. 
Le B-45A n'était pas une réussite : sans parler d'incendies au démarrage, les réacteurs J47 nécessitaient une révision complète toutes les 7 h 30 min de vol, toute l'électronique de bord (pilote automatique, compas, etc.) présentait de nombreux défauts, le plafond opérationnel maximal ne pouvait pas être atteint à cause d'une mauvaise pressurisation de l'air, etc. Il était prévu de transférer un escadron de B-45A en Extrême-Orient, mais on ne parvenait pas à trouver de route d'acheminement valable : l'avion n'avait pas assez d'autonomie pour faire le trajet par ses propres moyens, et était trop grand pour être emporté par bateau sans démontage partiel.
Avec le début de la Guerre de Corée, en 1950, le B-45A fut transformé en bombardier nucléaire tactique. Mais les premières bombes atomiques s'avérèrent trop grandes pour entrer dans la soute, et on dut d'abord développer des bombes atomiques plus petites et modifier profondément l'avion. On en profita pour améliorer l'avionique, avec le remplacement du système de navigation et de bombardement. 
En 1952, 55 B-45 capables de transporter une bombe atomique furent enfin déployés en Grande-Bretagne. Ils avaient un réservoir de carburant additionnel de 4 500 litres implantés à l'arrière de la soute à bombes. Malgré divers problèmes techniques, ils devinrent les premiers bombardiers nucléaires du Strategic Air Command en Europe, avant d'être retirés du service en 1958.

### B-45B
Le B-45B était une variante du B-45A avec un radar et un système de guidage améliorés. Mais cette version ne fut jamais produite en série.

### B-45C

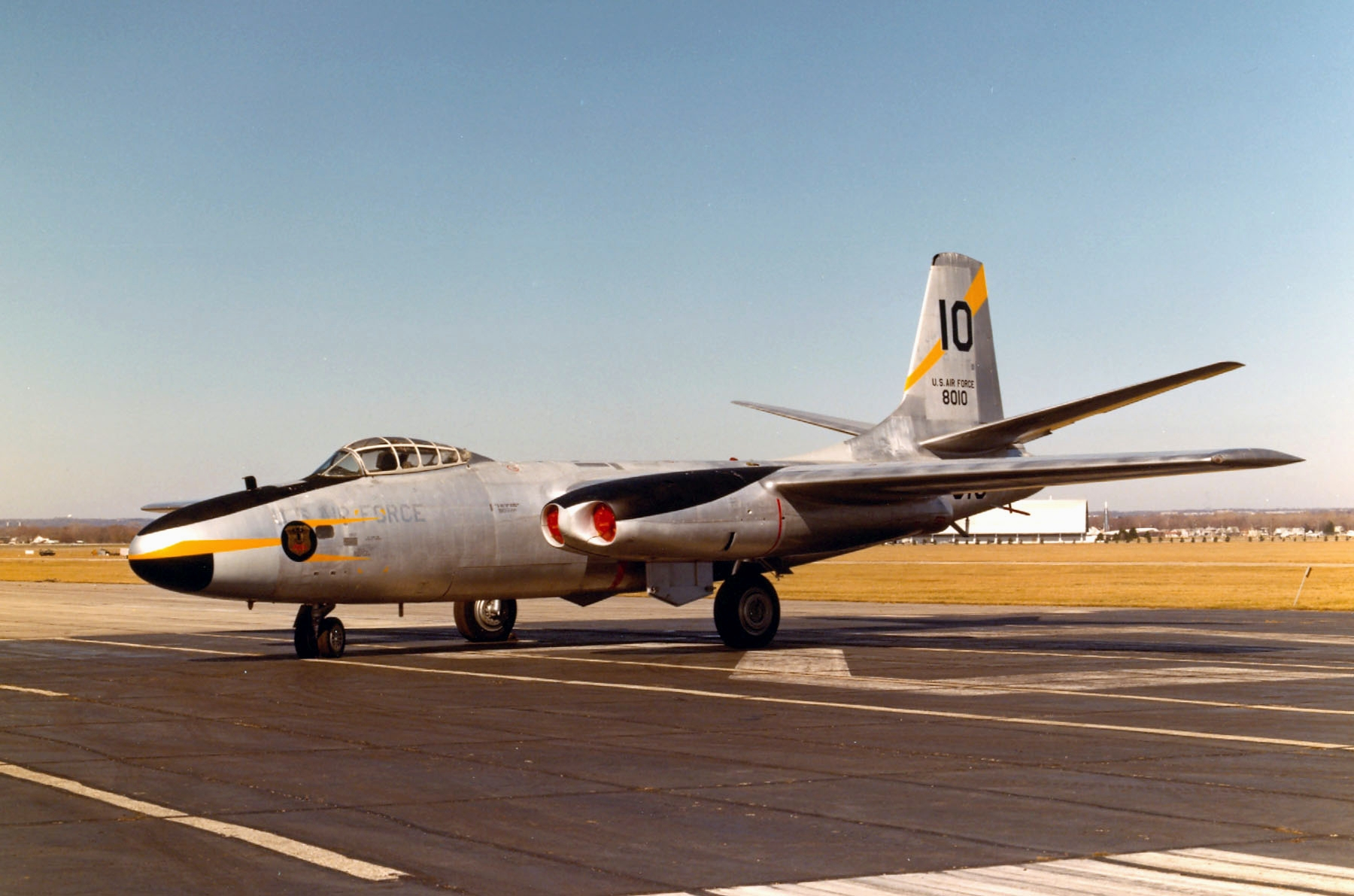
B-45C

Le B-45C était le premier avion à réaction qui pouvait être ravitaillé en vol. Il vola pour la première fois le 3 mai 1949 et disposait de réservoirs supplémentaires de carburants sous l'extrémité des ailes. Seulement 10 B−45 C furent construits et livrés, les 33 autres avions de ce type étant transformés en RB-45C directement sur les chaînes de montage.

### RB-45C
Le RB-45C était destiné à la reconnaissance aérienne photographique, avec 12 appareils photos répartis en quatre groupes. La soute à bombe recevait des fusées éclairantes largables. L'avion pouvait être équipé soit de deux réservoirs externes destinés au système d'injection d'eau-méthanol, soit de deux fusées JATO d'assistance au décollage. Le premier RB-45C vola en avril 1950, et les 33 exemplaires livrés entre juin 1950 et octobre 1951.
Le 29 juillet 1952 fut effectué le premier survol sans escale du Pacifique avec un RB-45C. Durant ce trajet, il fut ravitaillé deux fois en vol par un ravitailleur Boeing KB-29. En 1959 les derniers RB-45C furent retirés du service et remplacés par des Boeing RB-47E.

## Engagements
Le RB-45C fut engagé lors de la guerre de Corée au sein du 91st Strategic Squadron, à partir de l'automne 1950. À la suite de l'apparition du Mig-15, les missions de reconnaissance étaient en effet devenues trop dangereuses pour les Boeing B-29. Pendant quelques mois, les RB-45C s'acquittèrent de cette tâche, jusqu'à ce qu'un incident avec la chasse adverse ne restreigne les conditions d'utilisation. Après une nouvelle alerte six mois plus tard, les RB-45C furent finalement affectés à la reconnaissance nocturne début 1952. Peu de temps après ils furent retirés du front.
Au milieu des années 1950, plusieurs RB-45C effectuèrent des missions de reconnaissance au-dessus de l'Union soviétique à partir du Royaume-Uni. Les pilotes britanniques avaient bénéficié d'une formation d'instructeurs de l'US Air Force, sur ordre de Curtis LeMay, qui contournait ainsi l'interdiction du président Eisenhower d'employer les avions américains pour espionner l'autre superpuissance (source).

## Culture populaire
Le B-45 apparait dans deux albums des Aventures de Buck Danny édités en 1954, Ciel de Corée (n°11) et Avions sans pilotes (n°12).

### Aéronefs comparables
- Convair XB-46
- B-47 Stratojet
- Martin XB-48
- Arado Ar 234
- Heinkel He 343 (en)
- Junkers Ju 287
- Short Sperrin
- English Electric Canberra